# Городецкая (река)
Городецкая — река в России, протекает в Заполярном районе Ненецкого АО.
Река берёт начало среди возвышенностей Большеземельской тундры. Течёт с юго-востока на северо-запад. Впадает в озеро Городецкое (Пустозерское). Длина реки составляет 30 км.

## Данные водного реестра
По данным государственного водного реестра России относится к Двинско-Печорскому бассейновому округу, водохозяйственный участок реки — Печора от водомерного поста Усть-Цильма и до устья, речной подбассейн реки — бассейны притоков Печоры ниже впадения Усы. Речной бассейн реки — Печора.
Код объекта в государственном водном реестре — 03050300212103000083933.